# Mean Streak
Albums de Y&T
Black Tiger
(1982) In Rock We Trust
(1984)
Mean Streak est le cinquième album du groupe de hard rock et heavy metal américain Y&T, sorti en 1983 sur le label A&M Records.
L'album se classe à la 103e place du Billboard 200 le 27 octobre 1983[réf. nécessaire]

## Liste des titres
Toutes les chansons sont écrites et composées par Y&T.
| A1. | Mean Streak             | 4:07 |
| A2. | Straight Thru the Heart | 4:15 |
| A3. | Lonely Side of Town     | 4:48 |
| A4. | Midnight in Tokyo       | 5:40 |

| Face B | Face B                | Face B | Face B | Face B | Face B | Face B | Face B | Face B | Face B |
| No     | Titre                 | Durée  |        |        |        |        |        |        |        |
| ------ | --------------------- | ------ | ------ | ------ | ------ | ------ | ------ | ------ | ------ |
| B1.    | Breaking Away         | 4:43   |        |        |        |        |        |        |        |
| B2.    | Hang 'em High         | 5:30   |        |        |        |        |        |        |        |
| B3.    | Take You to the Limit | 4:57   |        |        |        |        |        |        |        |
| B4.    | Sentimental Fool      | 3:11   |        |        |        |        |        |        |        |
| B5.    | Down and Dirty        | 3:55   |        |        |        |        |        |        |        |
| 41:06  |                       |        |        |        |        |        |        |        |        |

| Titre bonus, réédition CD États-Unis (Universal Music Special Markets, 2005) | Titre bonus, réédition CD États-Unis (Universal Music Special Markets, 2005) | Titre bonus, réédition CD États-Unis (Universal Music Special Markets, 2005) | Titre bonus, réédition CD États-Unis (Universal Music Special Markets, 2005) | Titre bonus, réédition CD États-Unis (Universal Music Special Markets, 2005) | Titre bonus, réédition CD États-Unis (Universal Music Special Markets, 2005) | Titre bonus, réédition CD États-Unis (Universal Music Special Markets, 2005) | Titre bonus, réédition CD États-Unis (Universal Music Special Markets, 2005) | Titre bonus, réédition CD États-Unis (Universal Music Special Markets, 2005) | Titre bonus, réédition CD États-Unis (Universal Music Special Markets, 2005) |
| No                                                                           | Titre                                                                        | Durée                                                                        |                                                                              |                                                                              |                                                                              |                                                                              |                                                                              |                                                                              |                                                                              |
| ---------------------------------------------------------------------------- | ---------------------------------------------------------------------------- | ---------------------------------------------------------------------------- | ---------------------------------------------------------------------------- | ---------------------------------------------------------------------------- | ---------------------------------------------------------------------------- | ---------------------------------------------------------------------------- | ---------------------------------------------------------------------------- | ---------------------------------------------------------------------------- | ---------------------------------------------------------------------------- |
| 10.                                                                          | I'm Not Sorry                                                                | 2:46                                                                         |                                                                              |                                                                              |                                                                              |                                                                              |                                                                              |                                                                              |                                                                              |
| 43:50                                                                        |                                                                              |                                                                              |                                                                              |                                                                              |                                                                              |                                                                              |                                                                              |                                                                              |                                                                              |

## Membres du groupe
- Dave Meniketti : chant, guitares, guitare solo
- Joey Alves : guitares acoustiques et électriques, chœurs
- Phil Kennemore : basse, chœurs
- Leonard Haze : batterie, percussions